# Isoglossa hypoestiflora
Isoglossa hypoestiflora är en akantusväxtart som beskrevs av Gustav Lindau. Isoglossa hypoestiflora ingår i släktet Isoglossa och familjen akantusväxter. Inga underarter finns listade i Catalogue of Life.